# Banchus sanjozanus
Banchus sanjozanus là một loài tò vò trong họ Ichneumonidae.